# Cantón Palanda
Palanda es un cantón en la provincia de Zamora Chinchipe, Ecuador. El origen de su nombre se debe a su cabecera cantonal. Se encuentra rodeado por los cantones Zamora, Nangaritza y Chinchipe. Limita al este con el Departamento de Cajamarca, Perú y al oeste con la provincia de Loja.

## Historia
Época Colonial
La siguiente historia la insertamos del libro inédito "Historia del cantón Palanda", del etno-historiador de raíces palandeñas Dr. Jorge García Alberca, quien nos facilitó una copia en borrador, vía internet. 
1.- PALANDA A LO LARGO DE 500 AÑOS
Las más antiguas referencias de Palanda, las registra Pío Jaramillo Alvarado en su libro “Historia de Loja y su provincia”. Nos cuenta una relación de Cabello de Balboa, de la incursión de los Incas en la tierra de los Bracamoros mencionando el valle de Palanda y que el Dr. Francisco Valdez arqueólogo, descubrió algunas evidencias científicas en el sitio Santa Ana La Florida, sitio cercano a la actual ciudad de Palanda, en la carretera a la parroquia San Francisco del Vergel.,  Es el caso que Guanca Auqui, general cuzqueño, y hermano de Atahualpa, estando en Cusibamba (Loja) quiso conquistar a los Bracamoros, pero fue tan lastimosa esta incursión que salió desbaratado su ejército. El jefe de los Pacamores era de los Guambucos, que luego se la menciona como encomienda de la ciudad de Valladolid, en 1582 y cuyo nombre se conserva hasta hoy, en la quebrada Guambuco tributaria del río Valladolid.
La encomienda de Palanda  fue parte de la Gobernación de Yaguarzongo y Bracamoros; como ya lo explicamos en el capítulo II, tuvo una sobresaltada y obscura historia colonial, debido a la abundancia de oro, en su territorio.
El descenso de la población aborigen, se demuestra con el padrón de indios, De la original población de casi 6.000 habitantes en la doctrina y ciudad de Valladolid en 1.582 se redujo drásticamente a menos de 200 en 1785, de la cual era parte la doctrina y encomienda de Palanda. 
La encomienda de Palanda, se inicia con la repartición de la encomiendas a los vecinos españoles de Valladolid, por parte del Gobernador de Yaguarzongo Juan de Salinas en el año de 1.556, aunque no se dice el nombre del encomendero. En el año de 1582, se menciona la encomienda del pueblo de Palanda con 230 indios, de ellos 120 hombres y 110 mujeres, que pertenecía al capitán español Hernando de la Vega, su encomendero. 
En la serie Diezmos del ANH, consta el expediente n.º 8, levantado en la ciudad de Quito, el 15 de enero de 1698, en 8 folios, tenemos el pedimento de Real Provisión, hecha por el Protector de Naturales, en nombre y por la defensa de los indios de los pueblos de Cariamanga y Palanda, a fin de frenar los abusos de los cobradores del diezmo. Solicita que se restablezca este cobro en la puerta de las iglesias a fin de que no vayan a las casas y que el diezmo de todo género de ganado sea tomado solamente del multiplico. “Don Melchor Guaca Cacique Principal y Gobernador, del pueblo de Palanda, en el Corregimiento, de la ciudad de Loxa, reclama porque el diezmero les exigía el doble de diezmos”, como ya lo explicamos en el tomo IV”.
Palanda siguió sobreviviendo porque se lo vuelve a mencionar en 1701, en la nueva fundación de Loyola, en la que se menciona que algunos vecinos españoles de Loyola y Valladolid, tenían sus estancias (fincas) en este “valle de Palanda”.
En los siglos XVIII y XIX, siguió siendo un tambo, en el trayecto de Zumba hasta Loja, y nos cuenta el cura de Chito, Mariano de la Raba, que tenía en 1801 de 25 a treinta habitantes. Muchos de los ancianos de Palanda y Zumba, recuerdan que existían unas pocas casitas de bareque y paja, entre los años 1900 hasta 1970, en que con la llegada de nuevos colonos y la fundación de la iglesia se empezó a conformar como pueblo, con casas, huertas y fincas en sus alrededores.
(Tomado de la obra inédita: Historia del cantón Palanda del Dr. Jorge García Alberca)

## Palanda como parte Loja
Palanda como pueblo, perteneció desde la colonia a Loja, luego a partir de la independencia del Ecuador fue parte de la parroquia Zumba desde aproximadamente el 25 de junio de 1824 hasta 1921 en que se crea la provincia de Santiago Zamora.

## Creación del cantón
Fue creado el 2 de diciembre de 1997, para dividirse del cantón Chinchipe. Es en este cantón que arqueólogos descubrieron vestigios de una de las más antigua culturas de la región (5000 a. C.) así como vestigios de una de las últimas batalla entre Bracamoros e Incas

## Toponimia
PALANDA. Ciudad, cantón y río de la provincia de Zamora Chinchipe. Para Palanda, tenemos las siguientes interpretaciones:
1)	En el libro “Crónica universal del principado de Cataluña”,  escrito por Jerónimo Pujades en 1829, en su página pág. 104, se lee: “…A la falda de Canigó, ribera del río Tec, se halla una población nombrada Palanda, en la que aún se ven vestigios de algunas torres de cal y arena. Y así por la etimología que tomaron los pueblos Palátuos...” Para ampliar amigo lector vaya a este enlace. 
2)	Del libro “Catalogus librorum doctoris”, escrito por Joachim Gómez de la Cortina (Marqués de Morante) en 1857, en su página 393 se lee:  “…de Arras; Adriano Junio, Médico y Poeta; Nicolás Reusnero; Juan Douza; Justo Lipsio; Andrés Papio, Ana Palanda, de (jante, niña de doce años, Poetisa latina; Benito Arias Montano, etc. ...” 
3) Del quichua palanta= 'plátano'
(Tomado del libro: Toponimias de la provincia de Zamora Chinchipe del Dr. Jorge García Alberca)

## Información general
El cantón ha sido conocido por ser la entrada hacia el cantón Chinchipe desde la provincia de Loja. Además es conocido por ser donde se origina el gran río Mayo-Chinchipe. 

## División política
El cantón está dividido políticamente, en 5 parroquias, 4 rurales y 1 urbana las cuales son:
La parroquia urbana es:
- Palanda

Las parroquias rurales son:
- Vergel
- El Porvenir
- Valladolid
- La Canela

## Enlaces
- Gobierno Provincial de Zamora Chinchipe
- Municipio de Palanda
- Noticias

- Datos: Q1989123
- Multimedia: Palanda Canton / Q1989123